# Stillwell Lake
Stillwell Lake är en sjö i Antarktis. Den ligger i Östantarktis. Australien gör anspråk på området.